# Fidena rufohirta
Fidena rufohirta är en tvåvingeart som först beskrevs av Walker 1848.  Fidena rufohirta ingår i släktet Fidena och familjen bromsar. Inga underarter finns listade i Catalogue of Life.